# Xestia palaestinensis
Xestia palaestinensis là một loài bướm đêm thuộc họ Noctuidae. Nó được tìm thấy ở Hy Lạp, tây nam Thổ Nhĩ Kỳ, Liban, Israel, Syria, Jordan, miền bắc Iraq và miền tây Iran.
Con trưởng thành bay từ tháng 9 đến tháng 11. Có một lứa một năm.